# Hall of Fame IFBB
IFBB Hall of Fame este o instituție înființată în 1999 pentru a onora sportivii și persoanele oficiale din culturism.

## Membrii

### 1999
- Carla Dunlap⁠(d)
- Cory Everson⁠(d)
- John Grimek⁠(d)
- Lee Haney
- Rachel McLish⁠(d)
- Sergio Oliva
- Reg Park
- Bill Pearl⁠(d)
- Steve Reeves
- Arnold Schwarzenegger
- Larry Scott
- Frank Zane

### 2000
- Chris Dickerson
- Dave Draper⁠(d)
- George Eiferman⁠(d)
- Bev Francis⁠(d)
- Lisa Lyon⁠(d)
- Clarence Ross⁠(d)
- Abbye „Pudgy” Stockton⁠(d)

### 2001
- Kay Baxter
- Albert Beckles
- Franco Columbu
- Jack Delinger
- Diana Dennis
- Kike Elomaa
- Eugen Sandow

### 2002
- Samir Bannout
- Laura Combes
- Ronald Essmaker
- Barton Horvath
- Mike Mentzer
- Chuck Sipes

### 2003
- Leroy Colbert
- Lynn Conkwright
- Lou Ferrigno
- Bert Goodrich
- Tom Platz
- Dorian Yates

- Ed Corney
- Rich Gaspari⁠(d)
- Lee Labrada
- Harold Poole
- Alan Stephen
- Ellen Van Maris

- Stacey Bentley
- Mike Christian
- Mohamed Makkawy
- Oscar State
- Armand Tanny
- Rick Wayne

### 2006
- Jules Bacon
- Sigmund Klein
- Ron Love
- Dennis Tinerino
- Claudia Wilbourn

- Boyer Coe
- Laura Creavalle
- George Hackenschmidt
- Mike Katz
- Irvin Koszewski
- Shawn Ray
- Arthur Saxon

- Roy Callender
- Kim Chizevsky-Nicholls
- Berry de Mey
- Don Howorth

- Juliette Bergmann
- Kevin Levrone
- Danny Padilla
- Flex Wheeler

### 2010
- Susie Curry
- Vickie Gates
- Lenda Murray
- Ben Weider
- Joe Weider

- John Balik
- Porter Cottrell
- Mike Francois
- Tonya Knight
- Anja Langer
- Jim Manion
- Carol Semple-Marzetta
- Saryn Muldrow
- Art Zeller

### Oficialități
- Oscar State
- Warren Langman